# José Jácome Correia
José Jácome Correia (Ponta Delgada, 1816 — Ponta Delgada, 22 de julho de 1886), foi um grande terratenente, último administrador dos vínculos da família, que se afirmou como figura do maior destaque na sociedade da ilha de São Miguel na segunda metade do século XIX, onde exerceu notável acção política e social, especialmente nas áreas da agricultura e indústria. A ele se deve a construção do Palácio Jácome Correia, hoje denominado Palácio de Santana e sede da Presidência do Governo Regional dos Açores.